# Hazardia
Hazardia es un género de plantas con flores perteneciente a la familia de las asteráceas. Comprende 16 especies descritas y solo 11 aceptadas.
Son nativas del oeste de los Estados Unidos, especialmente California, y ahora al norte de México. Tienen hojas pequeñas, cortas, robustas, perennes o arbustos. Algunas especies tienen las hojas marcadamente dentadas.  Generalmente llevan flores amarillas, con algunas con rayos florales y se parecen algo a las margaritas mientras que otras sólo tienen disco. El género fue llamado así por el botánico Barclay Hazard.

## Taxonomía
El género fue descrito por Edward Lee Greene y publicado en Pittonia 1(2): 28–30. 1887.

## Especies
| - Hazardia berberidis - Hazardia brickellioides - Hazardia cana - Hazardia cruenta - Hazardia detonsa - Hazardia enormidens - Hazardia ferrisiae - Hazardia obtusa | - Hazardia odontolepis - Hazardia orcuttii - Hazardia rosarica - Hazardia serrata - Hazardia squarrosa - Hazardia stenolepis - Hazardia vernicosa - Hazardia whitneyi |